# 우에하라 신야
우에하라 신야(일본어: 上原 慎也, 1986년 9월 29일 ~ )는 일본의 전 축구 선수이다.

## 구단 경력
그는 2009년부터 2022년까지 J리그의 홋카이도 콘사돌레 삿포로, 에히메 FC, FC 류큐에서 활동하였다.